# Lorne Loomer
Lorne Loomer, né le 11 mars 1937 à Victoria (Colombie-Britannique) et mort le 1er janvier 2017 dans la même ville, est un rameur d'aviron canadien.

## Palmarès

### Jeux olympiques
- Melbourne 1956
  -  Médaille d'or en quatre sans barreur[2].